# Anton Jakončič
Anton Jakončič, slovenski posestnik, politik in bankir, * 13. november 1857, Šlovrenc, † (?) 1930, Gorica.

## Življenje in delo
Rodil se je v družini posestnika Franca in gospodinje Kristine Jakončič rojene Sfiligoj. Po končanem šolanju je postal blagajnik v goriški Casa di Risparmio. Z leti je napredoval do namestnika direktorja te bančne ustanove. Na splošnih volitvah je bil v kuriji veleposestvo 11. decembra 1901 izvoljen v goriški Deželni zbor. Leta 1910 je bil imenovan v komisijo deželnega zbora za reševanje vprašanj zemljiških najemnikov, tedaj je imel že tudi sam veleposestvo v Podgori in bil direktor finančne ustanove Monte di Pietà. Z leti se je uveljavil v kulturi in ekonomiji slovenske skupnosti v Gorici. Postal je direktor Casa di Risparmio. To funkcijo je opravljal tudi med 1. svetovno vojno, ko je bil v begunstvu v Kranju. Upokojil se je leta 1925. Pred tem je že 1883 deloval tudi v Goriški ljudski posojilnici. Kot direktor Casa di Risparmioje bil tudi v svetu Kmetijskega društva za Goriško. V vodstvu Kmečke banke ga je kasneje nadomestil sin Jožko. 